# Pinocchio och nattens furste
Pinocchio och nattens furste (engelska: Pinocchio and the Emperor of the Night) är en amerikansk tecknad långfilm från 1987, skapad av och distribuerad av New World Pictures.
Den utgavs även i Sverige på köpvideo år 1993 som Pinocchio: Äventyret fortsätter.

## Handling
Pinocchio har varit en riktig pojke i ett helt år, och han får nya vänner och nya fiender. Som tur är, är den goda fen nära honom när han råkar i knipa. Samtidigt finns det ett tivoli med marionettdockor, vilken den elake Puppetino kontrollerar. Hans herre är Nattens furste, vilken består av eld och mörker.

## Rollista
| Karaktär                                    | Engelsk röst     | Svensk röst      | Detaljer |
| ------------------------------------------- | ---------------- | ---------------- | --- |
| Pinocchio                                   | Scott Grimes     | Nina Gunke       | Människa, en docka som har blivit en riktig pojke. |
| Nattens furste (Emperor of the Night)       | James Earl Jones | Kenneth Milldoff | Magiskt väsen av eld. Han är den onde härskaren över en dimension kallad "nattens rike".                                                                        |
| Jisses (Gee Willikers)                      | Don Knotts       | Håkan Mohede     | Antropomorf eldfluga (eng. glow-bug, "lysbagge"). Han är en träfigur som den goda fen gör levande.                                                              |
| Herr Geppetto (Mister Geppetto)             | Tom Bosley       | Kenneth Milldoff | Människa, Pinocchios "fader". |
| Den goda fen (The Good Fairy)               | Rickie Lee Jones | Helen Sjöholm    | Blå fe, Pinocchios "fe-gudmoder". |
| Sylvester B. Skumme (Sylvester J. Scalawag) | Ed Asner         | Håkan Mohede     | Antropomorf tvättbjörn, en bondfångare. |
| Apan Igor (Igor the Monkey)                 | Frank Welker     | Kenneth Milldoff | Antropomorf apa, en tjuv. |
| Stjärnljus (Twinkle)                        | Lana Beeson      | Helen Sjöholm    | Docka. Pinocchio vill låta henne bli en riktig flicka. |
| Bi-Atrice (Bee-Atrice)                      | Linda Gary       |                  | Antropomorf kvinnlig humla. |
| Borgmästaren i Humleby (Mayor of Bugsburgh) | Frank Welker     | Håkan Mohede     | Antropomorf grön insekt. |
| Major Humelman (Lieutenant Grumblebee)      | Jonathan Harris  | Håkan Mohede     | Antropomorf manlig humla. Han är major i KGV, det Kungliga Gaddvapnet (eng. lieutenant of RAB, the Royal Air Bugs, "löjtnant i KLB, de Kungliga Luftbaggarna"). |
| Puppetino                                   | William Windom   | Håkan Mohede     | Människa, en ond marionettkung. |

### Fotnoter
1. ↑  ”IMDb/tt0093743/releases” (på engelska). https://www.imdb.com/title/tt0093743/releaseinfo?ref_=ttrel_ql_2#releases. Läst 6 juli 2021.
2. ↑  ”Pinocchio and the Emperor of the Night” (på engelska). Box Office Mojo. 19 mars 1987. http://www.boxofficemojo.com/movies/?id=pinocchioandemperorofnight.htm. Läst 8 augusti 2016.
3. ↑  Amy Longsdorf (26 december 1987). ”Pinocchio Legend Grows New Animated Film Isn't A Sequel But A Continuation” (på engelska). Morning Call. Arkiverad från originalet den 4 april 2012. https://web.archive.org/web/20120404113012/http://articles.mcall.com/1987-12-26/features/2596981_1_lou-scheimer-carlo-collodi-geppetto. Läst 9 augusti 2016.
4. ↑  ”Pinocchio: äventyret fortsätter”. Svensk mediedatabas. 19 mars 1993. http://smdb.kb.se/catalog/id/001399200. Läst 9 augusti 2016.